# Amposta (Gerichtsbezirk)
Der Gerichtsbezirk Amposta ist einer der acht Gerichtsbezirke in der Provinz Tarragona.
Der Bezirk umfasst 12 Gemeinden auf einer Fläche von 737,93 km² mit dem Hauptquartier in Amposta.

## Gemeinden
| Gemeinde                 | Einwohner (2024) | Fläche km² | Dichte Einw./km² | Cod INE | Postleitzahl |
| ------------------------ | ---------------- | ---------- | ---------------- | ------- | ------------ |
| Alcanar                  | 9.943            | 47,10      | 211              | 43004   | 43530        |
| Amposta                  | 22.637           | 137,65     | 164              | 43014   | 43870        |
| Freginals                | 424              | 17,38      | 24               | 43062   | 43558        |
| La Galera                | 708              | 27,42      | 26               | 43063   | 43515        |
| Godall                   | 612              | 33,94      | 18               | 43068   | 43516        |
| Mas de Barberans         | 547              | 79,30      | 7                | 43077   | 43514        |
| Masdenverge              | 1.149            | 14,57      | 79               | 43078   | 43878        |
| Sant Carles de la Ràpita | 15.683           | 53,23      | 295              | 43136   | 43540        |
| Sant Jaume d’Enveja      | 3.667            | 63,55      | 58               | 43902   | 43877        |
| Santa Bàrbara            | 3.827            | 28,35      | 135              | 43138   | 43570        |
| La Sénia                 | 5.594            | 108,63     | 51               | 43044   | 43560        |
| Ulldecona                | 6.551            | 126,81     | 52               | 43156   | 43550        |
| Gerichtsbezirk Amposta   | 71.342           | 737,93     | 97               | –       | –            |